# Enga
Enga est une province de la Papouasie-Nouvelle-Guinée appartenant à la région des Hautes-Terres. Située dans une région très montagneuse et difficile d'accès, elle est peuplée quasi uniquement par l'ethnie qui lui a donné son nom, parlant une même langue.

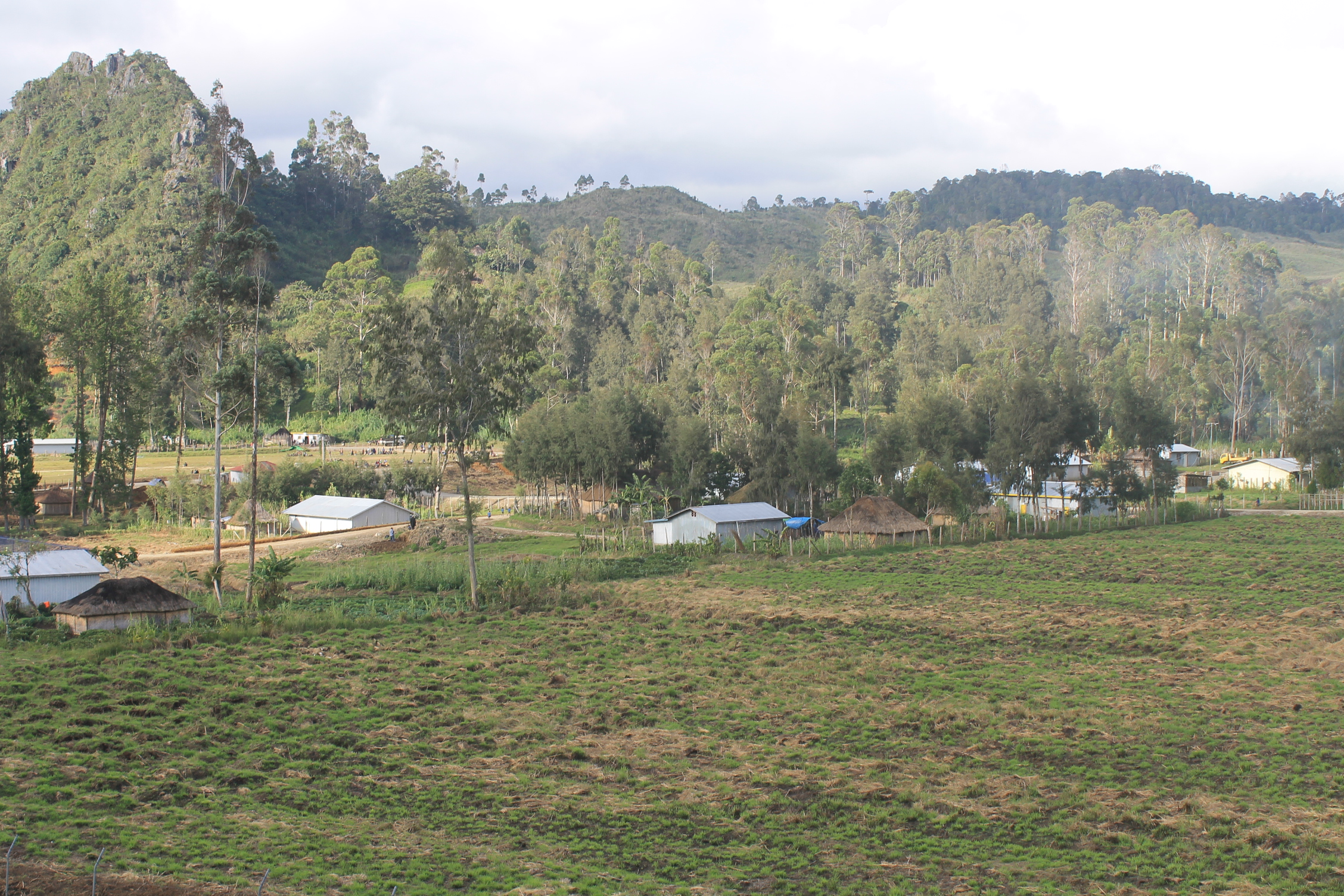
Station du Ministère du Développement

## Histoire
Les européens, généralement des chercheurs d'or australiens, entrent initialement dans ce qui est aujourd'hui la province d'Enga par l'est à la fin des années 1920, bien que l'exploration la plus connue d'Enga ait lieu au début des années 1930, lorsque Mick Leahy et un groupe d'hommes voyagent depuis ce qui est devenu plus tard le mont Mount. Hagen jusqu'au site du futur Wabag puis vers le sud à travers la vallée d'Ambum jusqu'à ce qui deviendra plus tard le Sepik oriental.
Le 24 mai 2024, un glissement de terrain se produit, touchant six villages du Maip Muritaka Rural LLG (en). Le glissement de terrain est responsable de la mort de 100 villageois dans des villages d'une population totale de 1 000 habitants. La déclaration du Premier ministre de Papouasie-Nouvelle-Guinée impute aux villageois le manque d'investissement dans le développement des infrastructures. Le Premier ministre refuse de fournir une aide à la province, affirmant qu'« elle le mérite ».